# 山田英世
山田英世（やまだ ひでよ、1921年1月30日 - 1982年4月17日）は、日本の哲学研究者。
長野県下高井郡穂高村（現木島平村）生まれ。旧制飯山中学（長野県飯山北高等学校）を経て東京文理科大学倫理学科卒。1967年「プラグマティズムにおける倫理探求の理論」で東京教育大学文学博士。秋田師範学校教授、新潟高等学校教諭、愛知学芸大学助教授、愛知教育大学教授、1976年筑波大学教授。セイロン大学に留学。デューイ、ベンサムなどを研究した。

## 著書
- 『日常の倫理学』理想社　1959
- 『J・デューイ』清水書院　センチュリーブックス 人と思想 1966
- 『セイロン こめとほとけとナショナリズム』桜楓社　1967　現代の教養
- 『ベンサム』清水書院　センチュリーブックス 人と思想 1967
- 『風土論序説』国書刊行会　1978　比較思想・文化叢書
- 『明治プラグマティズムとジョン=デューイ』教育出版センター　1983　史学叢書

## 共編
- 『倫理学 社会生活と倫理』小牧治、工藤綏夫共編著　有信堂　1958

## 翻訳
- ハリー・ウェルズ『プラグマテイズム』長田五郎共訳　理論社　1956
- バートランド・ラッセル『人類の将来 反俗評論集』市井三郎共訳　理想社　1958

## 参考
- 山田英世先生御略歴〔含 著作目録〕 (山田英世先生を記念して) 哲学と教育 1976